# Monetazione visigota
Con monetazione visigota ci si riferisce alla produzione di monete da parte dei Visigoti, coniate in Gallia e Hispania durante il primo Medioevo, tra il V secolo e il 710 circa.
Le principali monete furono il solido ed il tremisse, due monete d'oro emesse in tarda età imperiale e coniate successivamente dagli imperatori bizantini. La coniazione iniziò in Gallia, dove i Visigoti si erano stabiliti all'inizio del V secolo, e proseguì dall'inizio del VI secolo in Hispania, dove si era spostato il baricentro del regno visigoto, dopo che i Franchi si furono impossessati della maggior parte dei domini gotici in Gallia.
Le prime monete, comunemente chiamate pseudo-imperiali, imitarono quelle romane occidentali prima e bizantine poi, riportandone le legende. Dopo il 580 iniziò la monetazione reale autonoma, in cui vennero usati i nomi dei re visigoti. Questa monetazione ebbe termine nel secondo decennio dell'VIII secolo, con la conquista islamica della penisola iberica che pose fine al loro regno.

## Catalogazione
Per le monete dei Visigoti il testo più recente è quello pubblicato da Philip Grierson e Mark Blackburn nel 2007, primo volume della serie Medieval European Coinage (MEC). Nei cataloghi si trova quindi un riferimento del tipo "MEC 1, 171", dove "MEC" indica la collana, "1" il primo volume, e "171" la 171° moneta in catalogo. Le monete pertinenti ai Visigoti, tutte nel primo volume, sono catalogate dal 166 al 277.
Altro testo fondamentale è lo studio pubblicato da George Carpenter Miles nel 1952 presso la American Numismatic Society, che riguarda la monetazione visigota nel periodo 580-713. In questo caso le monete sono citate con il prefisso "Miles" ed il numero.
Per le monete dell'Impero romano d'Occidente imitate, cioè le monete coniate dagli imperatori ed utilizzate come modelli dai Visigoti, i riferimenti più frequenti usati in letteratura e nei cataloghi sono il testo di Henry Cohen ed il Roman Imperial Coinage (RIC). Tale opera è stata pubblicata in dieci volumi a cura di Harold Mattingly, Edward Allen Sydenham ed altri a partire dal 1924, ed alcune parti non sono state ancora terminate. Nei cataloghi si trova un'indicazione del tipo "RIC X 2010", dove "X" indica il decimo volume, che tratta il periodo dalla divisione dei due imperi alla caduta dell'Impero romano d'Occidente, e "2010" è il numero progressivo nel volume. Le monete imitate sono tutte nel X volume del RIC. Il testo di Cohen fu pubblicato in otto volumi, tra il 1859 ed il 1868, e uscì in una seconda edizione data alle stampe negli anni 1880-1892. Di questa esiste un'edizione in rete. Nei cataloghi il riferimento al testo di Cohen è dato con un'indicazione del tipo "Cohen VIII 216, 49", dove "VIII" è il volume, che tratta le monete del periodo da Nepoziano a Romolo Augusto (350-475), "216" è la pagina e "49" è il numero progressivo per imperatore. Le monete imitate dai Visigoti sono raccolte tutte nell'VIII volume.
Per le monete coniate invece dall'Impero romano d'Oriente si usano due pubblicazioni relativamente recenti: il catalogo della collezione di Dumbarton Oaks, abbreviato DOC, e il testo di Wolfgang Hahn Moneta Imperii Byzantini, abbreviato MIB. Le monete imitate sono pertinenti agli imperatori da Anastasio I (491-518) a Giustino II (565-578) e sono elencate sia nel primo volume del DOC che nel primo volume del MIB.

## Contesto storico

Il Regno visigoto sotto Alarico II (484-507)

Nella storia dei Visigoti sono individuabili tre grandi periodi:
- un periodo "migratorio" (non sempre caratterizzato da spostamenti pacifici), che iniziò dal 376 e si concluse con il loro insediamento nella Gallia sud-occidentale nel 418;
- un periodo "gallico" che ebbe termine nel 507 con la battaglia di Vouillé, quando Clodoveo I, re dei Franchi, conquistò quasi tutta la Gallia già visigota;
- un periodo "ispanico" compreso tra il 507 e il 714, fino alla conquista islamica della Spagna.

I Visigoti entrarono nei territori dell'Impero romano negli anni settanta del IV secolo e subirono un profondo processo di romanizzazione. Nel 418 l'imperatore Onorio concesse ai Visigoti lo status di foederati e assegnò loro il territorio dell'Aquitania (Gallia centromeridionale). Fu questo il primo nucleo del regno romano-barbarico dei Visigoti, che nel corso del V secolo si estese oltre i Pirenei, fino a comprendere anche una parte significativa dell'Hispania romana. Nella prima metà del VII secolo, dopo la caduta del Regno svevo (585 circa) e il definitivo abbandono del Levante ispanico da parte dei Bizantini, i re visigoti estesero la propria sovranità sulla quasi totalità della Penisola iberica e la mantennero fino all'invasione islamica (iniziata nel 711).
Nello studio della monetazione dei Visigoti si usa una periodizzazione diversa. Non sono state individuate monete pertinenti al primo periodo, quello "migratorio"; il secondo periodo, quello "gallico", vide invece una serie ampia di emissioni d'imitazione imperiale. Il terzo periodo può essere diviso in due fasi: dapprima una di coniazione di monete d'imitazione imperiale, e quindi una seconda in cui le monete furono emesse direttamente a nome dei re visigoti.

## Monetazione in Gallia
La Gallia centromeridionale fu il cuore del Regno visigoto dal 418 al 507. La monetazione di imitazione imperiale (o monetazione pseudo-imperiale) dei Visigoti in tale regione, nota anche come "monetazione del Regno di Tolosa", è costituita esclusivamente dal solido e dal tremisse. Queste monete sono uguali a quelle coniate nell'Impero romano dell'epoca: imitavano fedelmente i modelli romani e riportavano legende e titoli imperiali. Il tremisse valeva un terzo del solido. Le monete non recano lettere, monogrammi o altri segni di identificazione, per cui sono attribuite in base ai ritrovamenti. Anche la datazione è approssimativa.
La zecca principale probabilmente era quella di Tolosa, nel sud della Gallia, che era la capitale del regno. Si suppone che, almeno per un breve periodo, siano state coniate monete anche a Narbona, dove nel 414 Ataulfo sposò Galla Placidia, sorella dell'imperatore romano Onorio. Questa ipotesi, riportata da Grierson, si basa su un solido, ora perduto ma di cui abbiamo una rappresentazione del XVIII secolo, coniato a nome di Prisco Attalo, un usurpatore sostenuto da Ataulfo. Su questa moneta c'è un segno di zecca NB che potrebbe indicare Narbona. Una zecca a Narbona è anche citata in un poema di Sidonio Apollinare (carme 23)
 del 460, ma in quella data la città era sotto controllo imperiale e non sono note monete imperiali di questa zecca. Secondo Grierson potrebbe semplicemente essere una licenza poetica.
La zecca di Narbona è esistita certamente durante il regno di Leovigildo, ma probabilmente era attiva già nel 507, quando la città per qualche tempo divenne la capitale dei Visigoti.
Le monete dei Visigoti in Gallia erano quindi di imitazione romana e le prime ricalcavano le monete degli imperatori d'Occidente, fino a circa il 481; in seguito, a partire da una data successiva al 509, sono imitate quelle dell'Impero romano d'Oriente, ad iniziare da quelle di Anastasio I.

### Imitazioni di Onorio
Le prime monete coniate dai Visigoti, battute nei decenni 420-440, imitano quelle emesse alla zecca di Ravenna dall'imperatore Flavio Onorio (393-423).
Il tipo prevalente reca al dritto la legenda D N HONORI – VS P F AVG ed il busto dell'imperatore con diadema e corazza, mentre al rovescio la legenda recita VICTORI – A AVGGG ed è raffigurato l'imperatore in piedi che tiene il labaro con la mano destra e con la sinistra un globo sul quale è raffigurata la Vittoria; il piede sinistro poggia su un prigioniero steso a terra. Ai lati dell'imperatore compiano le lettere R – V, a indicare zecca di Ravenna, ed in esergo COMOB.
Le monete dei Visigoti si distinguono per lo stile (il disegno è più crudo, nei personaggi minori la testa è esageratamente grande rispetto al corpo) e per le lettere: in particolare le barrette verticali delle "G" sono corte mentre negli originali sono particolarmente lunghe.

### Imitazioni di Valentiniano III
Dagli anni 450 le monete imitate sono quelle di Valentiniano III (425-455) e di Severo III (461-465). Le monete emesse a nome di Valentiniano sono un solido e due tremissi.
Il solido (MEC 167-169) imita una moneta di pari valore dell'imperatore (Cohen VIII 212,19; RIC X 2011). Presenta al dritto il busto imperiale volto a destra, con diadema, mantello e corazza; sul rovescio è raffigurato l'imperatore stante con un piede su un serpente a testa umana. Nella mano destra tiene una lunga croce e nella sinistra un globo su cui è rappresentata la Vittoria. L'immagine dell'imperatore che tiene il piede sul serpente è introdotta nell'iconografia imperiale per la prima volta da questo sovrano; nell'iconografia cristiana, il serpente è una delle immagini che simboleggiano il demonio.
Il primo tremisse (MEC 171-172) presenta al rovescio una croce circondata da una corona d'alloro ed imita un tremisse coniato in varie zecche (Cohen VIII 216, 49), mentre il secondo (MEC 173) imita un solido (Cohen VIII 212,17) sul cui rovescio è raffigurata una Vittoria stante di fronte, che tiene una lunga croce e con una stella nel campo a destra.

### Imitazioni di Severo III
Le monete a nome di Severo III (Libio Severo; 461-465) sono vari solidi che imitano un'analoga moneta di questo imperatore (Cohen VIII, 227.8). Il tipo è lo stesso dei solidi a nome di Valentiniano, con l'imperatore che schiaccia il serpente androcefalo.

## Monetazione in Hispania

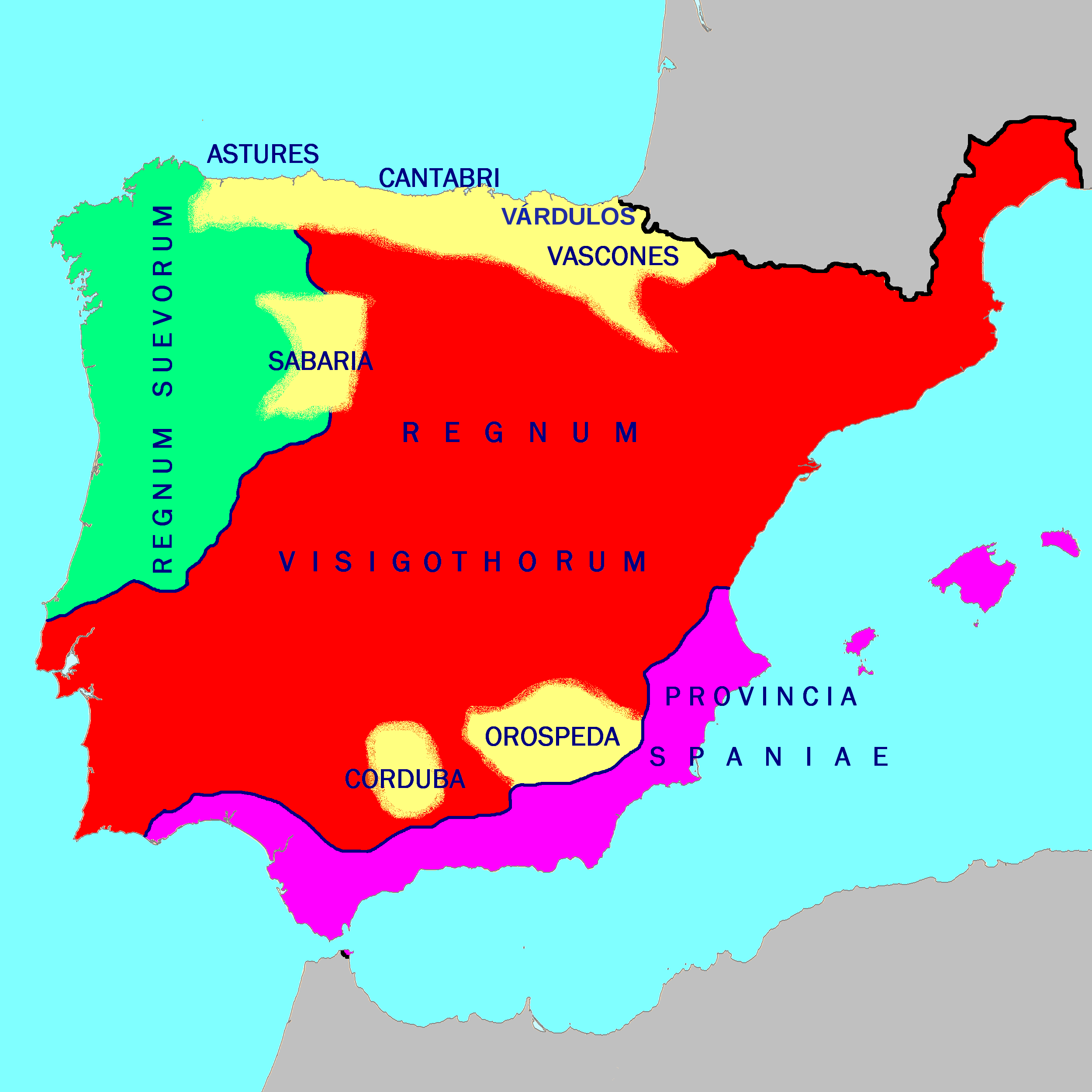
Il regno visigoto nel 560 circa, dopo la perdita di gran parte dei territori gallici.

Nel 507 fu combattuta la battaglia di Vouillé tra i Franchi comandati da re Clodoveo I ed i Visigoti guidati da Alarico II. Alarico morì nella battaglia e l'esercito visigoto subì una dura sconfitta, che aprì a Clodoveo la strada per Tolosa, capitale del Regno visigoto, e della Gallia centromeridionale occidentale (territorio compreso attualmente fra il Poitou e il Berry a nord e la Guascogna a mezzogiorno). Dei loro possedimenti gallici i Visigoti riuscirono a difendere solo la Settimania, regione situata tra la foce del Rodano ed i Pirenei.
Il baricentro dello Stato si spostò quindi, in quegli anni, prima nell'ex Tarraconense, poi nella parte centrale della Penisola iberica, dove il loro regno prosperò fino all'invasione islamica del 711.

### Monetazione pseudo-imperiale (509-580)
La monetazione di questo periodo consiste esclusivamente di solidi e tremissi. Esistono monete di rame con il monogramma AMR, associata a un tremisse con lo stesso monogramma. In precedenza queste monete (MEC 341) erano state attribuite ad Amalarico (510-531), ma ora il monogramma è letto come MAR e le monete sono attribuite al re burgundo Gondomaro (524-534).
I solidi coniati in questo periodo recano i nomi degli imperatori Anastasio I (491-518), Giustino I (518-527) e Giustiniano I (527-565). La qualità delle coniazioni è di buon livello e la loro identificazione come imitazioni visigote è stata abbastanza precoce, grazie anche al fatto che sono state rinvenute solamente nella Penisola iberica.
I tipi più frequenti sono quello con la Vittoria stante che tiene una lunga croce sormontata dalla lettera rho, che era già stato imitato in precedenza, ed il tipo con la Vittoria passante, che porta una palma e tiene una corona nella mano alzata.
- Leovigildo, 567 - 586
- Recaredo I, 586 - 601
- Liuva II, 601 - 603
- Viterico, 603 - 610
- Gundemaro, 610 - 612
- Sisebuto, 612 - 620
- Recaredo II, 620 - 621
- Suintila, 620 - 631
- Ricimero, ? - 631
- Sisenando, 631 - 636
- Chintila, 636 - 640
- Tulga, 640 - 641
- Chindasvindo, 641 - 652
- Reccesvindo, 653 - 672
- Vamba, 672 - 680
- Ervige, 680 - 687
- Egica, 687 - 701
- Witiza, 697 - 710
- Roderico, 710 - 711
- Agila II, 711 - 714
- Ardo, 714 - 721

### Monetazione reale (580-710)
Dagli anni ottanta del VI secolo, i re visigoti iniziarono a coniare monete a nome proprio. Quest'ultima fase della monetazione visigota si estese per circa centotrent'anni, fino al 710: non sono conosciute monete successive a questa data. In seguito lo stesso Regno visigoto cessò di esistere, con il passaggio della Penisola iberica sotto il dominio arabo.
La denominazione usata fu esclusivamente il tremisse ed il solido non venne più coniato. Il contenuto in oro dei tremissi negli anni diminuì. Le monete recavano il nome del sovrano e riportavano anche il nome della zecca dove venivano coniate. A differenza della monetazione dei Franchi non recavano il nome del magistrato responsabile della monetazione.

#### Da Leovigildo a Chindasvindo
Le prime monete coniate direttamente a nome di un sovrano visigoto si ebbero durante il regno di Leovigildo (567-586). Per un breve periodo furono ancora coniate monete con tipi imitanti quelli dell'Impero romano d'Oriente, ma a nome dei sovrani visigoti; un esempio è il tremisse conservato al Museo nazionale d'arte della Catalogna (MNAC) di Barcellona, coniato da Leovigildo e catalogato come MEC 210. Al dritto è raffigurato il busto stilizzato del re volto a sinistra e la legenda "XIVVIGILDVS"; al rovescio, una croce su scalini, ad imitazione delle monete bizantine coeve, e la didascalia "REX VARCINONA" (la zecca, Barcellona). L'altro tipo, catalogato come MEC 209, mostra al dritto un busto ed al rovescio la Vittoria con la palma e la corona, un tipo usato in precedenza nella monetazione bizantina.
Sotto Leovigildo si affermò così il tipo con i due busti di fronte sulle due facce della moneta. Secondo Grierson questo nuovo tipo, tipico della monetazione visigota, ebbe inizio tra il 579 ed il 586, negli ultimi anni del regno di Leovigildo, quando il fratello Liuva, assieme al quale aveva regnato, era già morto. Grierson afferma che sia i nuovi tipi sia la presenza dei nomi dei re visigoti al posto di quelli degli imperatori bizantini sono legati alle vicende che videro coinvolto il figlio maggiore di Leovigildo, Ermenegildo, che nel 573 era stato nominato consors regni (co-regnante) e che nel 579 si era sposato con Ingonda. La sposa era una principessa dei Franchi, popolo che, a differenza dei Visigoti, non era ariano bensì cattolico: in seguito al matrimonio, lo stesso Ermenegildo abbandonò l'arianesimo, ribellandosi contro il padre e assumendo, nel 579, il titolo di re. La sua rivolta coinvolse tutte le regioni meridionali del Regno visigoto e fu domata solo nel 584. Ermenegildo venne giustiziato l'anno seguente e la sua morte aprì la strada alla successione del fratello Recaredo. La lotta tra Leovigildo e Ermenegildo fu condotta anche nelle monete, che appunto in questi anni recarono per la prima volta i nomi reali, cioè dei due contendenti alla corona.
Dopo il 584 e fino al 649 circa, il tipo usato più frequentemente fu quello che vede su entrambe le facce un busto di fronte; su una è riportato il nome del sovrano, mentre sull'altra è indicato il nome della zecca. Questo tipo ebbe inizio quando Leovigildo ebbe sconfitto definitivamente Ermenegildo; si suppone che l'innovazione volesse indicare il nuovo stato di consors regni ottenuto da Recaredo. Le monete furono coniate con questi tipi per oltre sessant'anni, fino alla fine del regno di Chindasvindo (641-652).
Le figure sono varie da un sovrano all'altro e tra le zecche. Da notare l'assenza della corona, nonostante Isidoro di Siviglia attribuisca a Leovigildo l'introduzione di questo simbolo tra quelli regali.. Invece si nota che almeno uno dei busti ha i capelli lunghi che arrivano alle spalle, attributo di autorità regale presso i Germani.

#### Da Reccesvindo a Witiza
Intorno al 649 venne introdotto un nuovo tipo: al rovescio fu inserito il nome di Reccesvindo, associato allora al trono dal padre Chindasvindo; lo spazio necessario venne ricavato al dritto mettendo il monogramma della zecca al posto del busto di Chindasvindo e al rovescio inserendo il busto di profilo. Dopo la morte di Chindasvindo le zecche non ricevettero indicazioni sulle impostazioni tecniche e stilistiche da seguire e di conseguenza fecero scelte diverse: alcune tornarono ai due busti, uno per faccia (ad esempio Cordova e Toledo), altre (Siviglia) continuarono con il monogramma e il busto di profilo, altre ancora (Gerona) usarono il busto di profilo e al rovescio una croce.
In un secondo tempo tutte le zecche usarono un tipo con un busto di profilo ed al rovescio una croce sopra ad alcuni gradini. Sono presenti diverse rappresentazioni del busto: in alcuni casi è elmato, in altri a testa nuda. Il re è generalmente rappresentato con la barba, a differenza dei busti effigiati fino ad allora, che erano stilizzati secondo i prototipi bizantini. Anche nei regni successivi furono usati gli stessi tipi; solo durante il regno congiunto di Egica e Witiza fu introdotta una variante, con l'utilizzo al dritto di un tipo con i due busti affrontati e separati da uno scettro sormontato da croce. Un caso a parte è il tremisse coniato sotto Ervige, con al dritto il busto di Cristo di fronte (MEC 267) al posto del re; dietro, una croce su scalini. I primi tremissi con questi tipi sembrano essere stati coniati alla zecca di Mérida.
Negli anni l'esecuzione dei conii divenne meno accurata e in alcune monete i bracci della croce sembrano le orecchie di Cristo. Questo tipo precede di pochi anni un solido simile introdotto a Costantinopoli da Giustiniano II verso il 692. La moneta di Giustiniano, successiva di alcuni anni alla moneta di Ervige, presenta un Cristo con il nimbo ornato da croce. Grierson ipotizza che entrambe le monete riflettano una discussione teologica, essendo collocate temporalmente prima dell'iconoclastia e apparentemente provocate dalla condanna del monotelitismo da parte di un sinodo a Roma nel 679 e da parte del Terzo Concilio di Costantinopoli nel 680-681.
Non sono note coniazioni successive alla fine del regno di Witiza (710). Sono invece attestati dei falsi di Roderico (MEC 1471).

## Legende ed epigrafia monetaria

Monogramma per REX

La legenda al dritto di norma presenta il nome del re in latino al nominativo seguito da REX, a volte abbreviato con un monogramma.
Durante il regno congiunto di Egica e Witiza i titoli erano regis cioè reges, abbreviato come RGS, RG ecc. Solo sotto Leovigildo ed Ermenegildo si trovò il nome al genitivo preceduto da D N (per dominus). Sotto Chindasvildo la zecca di Toledo introdusse la legenda INDN ("In Nomine DomiNi", "in nome del Signore") che divenne standard a partire da Vamba, con varie abbreviazioni (INDNM, INDIMN etc.); con Egica a volte venne abbreviata la dicitura N + P N•M• ("iN XPisti NoMine", "in nome di Cristo")..
I nomi dei monarchi erano scritti in vari modi: ad esempio, Svintila si trova scritto SVINTHVLΛ, SINTILΛ, SVINTH:L:, SVINTIIV; Liuva si trova come LEOVΛ, LIVVΛ ecc. La variabilità aumentava notevolmente con i nomi più complicati come Chindasvindo e Reccesvindo, in cui alcune lettere venivano scritte con una legatura o sotto forma di monogramma.
Il rovescio prevedeva il nome della zecca, anche questo il latino: TOLETO, CORDODΛ (CORΛOBΛ, CORDOBΛ, CORΔOBΛ), ELLIBERI (IIBERI), ISPΛLI, ELVORΛ (ERBO:RΛ), ossia Toleto (Toledo), Cordoba (Cordova), Eliberi o Illiberis (Granada), Ispalis (Siviglia), Elvorra (Évora). In alcuni casi la zecca era indicata con un monogramma.
L'epigrafia delle monete visigote è caratteristica. La lettera "A" è di norma scritta senza il tratto orizzontale (quindi Λ). Per la lettera "D" è spesso usata la corrispondente lettera greca (Δ). Nei nomi il gruppo th è spesso sostituito dalla corrispondente lettera greca (Θ), la lettera "L" è spesso resa con una croce (+, ad esempio +IVVIGI+DVS) e a volte il segno "D" è usato al posto della lettera "B". Sono usate spesso legature di due ma anche di tre, quattro o perfino cinque lettere. A volte alcune lettere sono sostituite da punto (uno, più spesso due ma anche tre, come in SVINTH:L:).
Al rovescio il nome della zecca è accompagnato, per lo più seguito, da un epiteto. Il più usato è PIVS, ma si trova spesso anche IVSTVS; usati anche FELIX e VICTOR. L'epiteto va riferito al nome del sovrano presente al dritto e non al nome della zecca.

La distribuzione delle zecche. In maiuscolo quelle con un maggior numero di esemplari conservati.

## Zecche
Miles individuò 79 zecche. Poche altre sono venute alla luce in seguito, quindi il totale supera di poco le 80.
La maggior parte di queste hanno comunque poca importanza e sono note solo grazie a un numero esiguo di esemplari giunti fino ai nostri giorni, a volte non più di uno o due.
La metà delle circa 3500 monete conservate è accreditata a quattro zecche: la capitale Toleto (Toledo) e tre centri meridionali: Emerita (Mérida), Ispalis (Siviglia) e Cordoba (Cordova). Con minore produzione (circa cento, duecento esemplari) ci sono una zecca meridionale (Eliberis vicino a Granada), e tre zecche a nord: Cesaracosta (Caesaraugusta, Saragozza), Tarraco (Tarragona) e Narbona. Quest'ultima fu l'unica zecca rimasta ai Visigoti a nord dei Pirenei dopo la battaglia di Vouillé.
Altre zecche minori si trovavano in Gallaecia (Galizia), dove esistevano miniere che risalivano al tempo dei Romani.
Non abbiamo invece documenti di zecca e non conosciamo né la loro organizzazione né i rapporti tra le zecche e le autorità politiche, anche se solo queste ultime possono aver determinato i cambiamenti subiti dalla coniazione nel tempo.

## Tesori
Si conoscono alcuni tesori di monete visigote: la scoperta più importante recente è probabilmente quella di Zorita de los Canes, trovata nel 1945.
Nel 1731 fu scoperto a Garrovillas de Alconétar un tesoro con monete coniate da Recaredo I e da altri monarchi. La composizione esatta è sconosciuta, ma la maggior parte delle monete fu acquisita dalla Real Academia de la Historia a Madrid, dove è tuttora conservata. Un tesoro trovato a Bordeaux nel 1803 comprendeva 38 tremissi visigoti, che coprono un periodo che va dal regno di Leovigildo a quello di Vamba; almeno tre erano tuttavia dei falsi. Nel 1816 più di 800 monete furono dissotterrate nel paese di La Grassa, vicino a Constantí, ma tutto il tesoro fu disperso.
Il tesoro di La Capilla, trovato nel 1891 comprendeva forse tra 800 e 1000 monete. Benché le monete fossero state disperse quasi immediatamente dopo la scoperta, più di un terzo del ritrovamento si trova ora nella collezione della Hispanic Society of America. Nel 1932 furono trovate a Abusejo 110 monete visigote, e sono conservate al Museo archeologico nazionale di Spagna e all'Instituto Valencia de Don Juan a Madrid.
Il tesoro di Zorita de los Canes, trovato nel 1945 sul sito di una chiesa nella vecchia città visigota di Reccopolis, includeva 90 tremissi, i più moderni del regno di Leogivilido, che, sebbene non portassero il nome della zecca, probabilmente furono battute localmente.